# アップシャー郡 (テキサス州)
アップシャー郡（英: Upshur County）は、アメリカ合衆国テキサス州の北東部に位置する郡である。2010年国勢調査での人口は39,309人であり、2000年の35,291人から11.4%増加した。郡庁所在地はギルマー（人口4,905人）であり、同郡の中に市域全体が入っている都市としては人口最大である。アップシャー郡はロングビュー大都市圏に属し、さらにロングビュー・マーシャル広域都市圏にも入っている。
アップシャー郡は、ジョン・タイラー大統領の下でアメリカ合衆国国務長官を務めたエイベル・P・アップシャーに因んで名付けられた。アップシャーは、海軍の艦船USSプリンストンの艦上で爆発事故が起こったときに、新任海軍長官のトマス・ウォーカー・ギルマーと共に爆死した。ギルマーはギルマー市の名前の元になった。
アップシャー郡からは、ミネオラ市の弁護士ブライアン・ヒューズ（共和党）を州議会下院に送り出している。

## 歴史
アップシャー郡となった場所には少なくとも1万年前から人類が住んでいた。カド族インディアンがこの地域に入ったが、1750年頃に、おそらくは疫病のために居なくなった。後にはチェロキー族が入ったが、1839年には追い出された。
最初の白人入植者は、1836年のアイザック・ムーディとされている。
アップシャー郡は、ジョン・タイラー大統領の下でアメリカ合衆国国務長官を務めたエイブル・パッカー・アップシャーに因んで名付けられた。
アップシャー郡は末日聖徒イエス・キリスト教会が組織した州内最大の開拓地があるのが特徴である。1904年、教会の南西部州ミッションがケルジーにコロニーを作った。

## 地理
アメリカ合衆国国勢調査局に拠れば、郡域全面積は593平方マイル (1,536 km2)であり、このうち陸地588平方マイル (1,523 km2)、水域は5平方マイル (13 km2)で水域率は0.85%である。

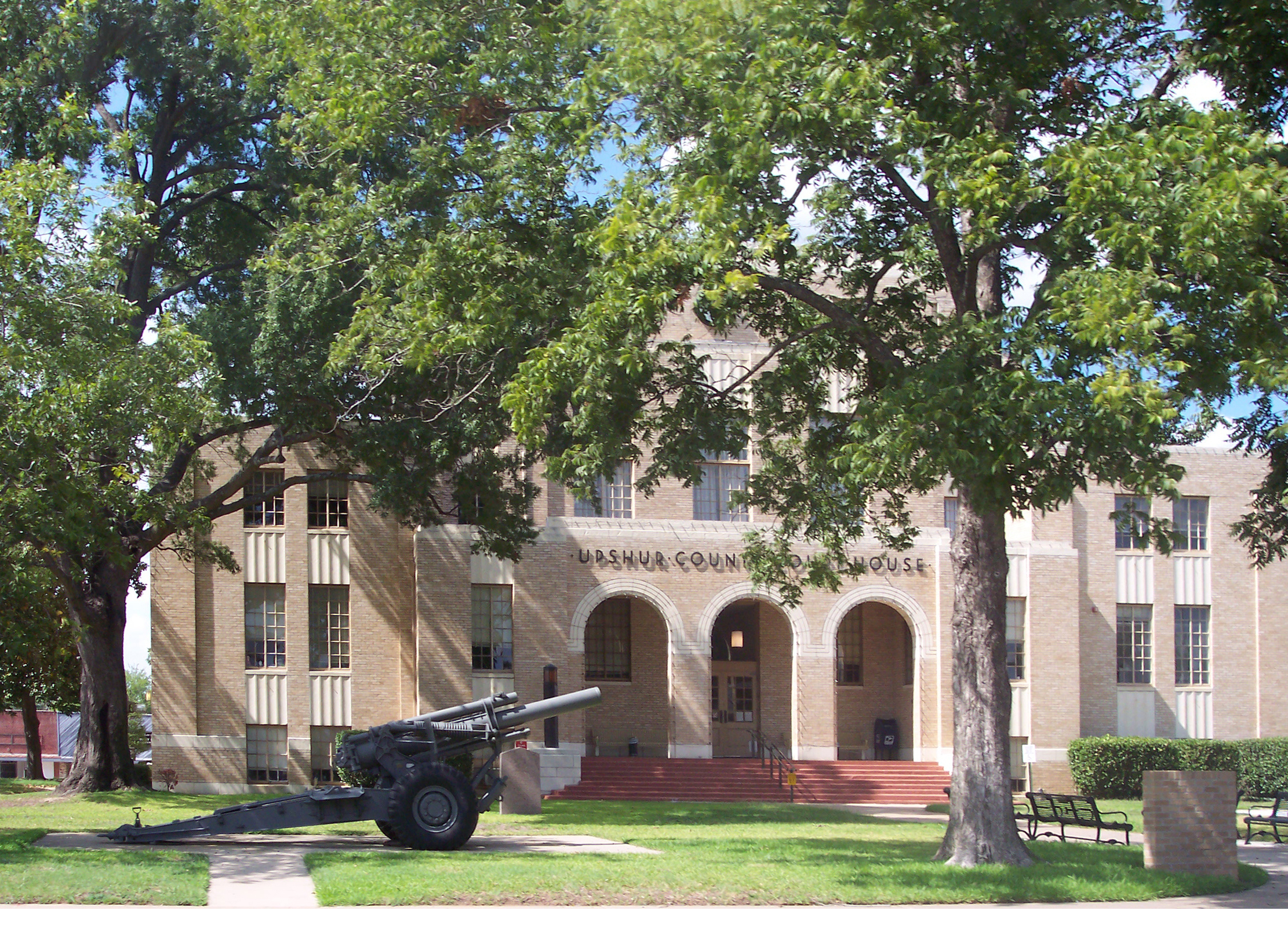
アップシャー郡庁舎

### 主要高規格道路
- アメリカ国道80号線
- アメリカ国道259号線
- アメリカ国道271号線
- テキサス州道154号線
- テキサス州道155号線

### 隣接する郡
- キャンプ郡 - 北
- モリス郡 - 北東
- マリオン郡 - 東
- ハリソン郡 - 南東
- グレッグ郡 - 南
- スミス郡 - 南西
- ウッド郡 - 西

## 人口動態
以下は2000年国勢調査による人口統計データである。
| 基礎データ - 人口: 35,291人 - 世帯数: 13,290 世帯 - 家族数: 10,033 家族 - 人口密度: 23人/km2（60人/mi2） - 住居数: 14,930軒 - 住居密度: 10軒/km2（25軒/mi2） 人種別人口構成 - 白人: 85.70% - アフリカン・アメリカン: 10.15% - ネイティブ・アメリカン: 0.63% - アジア人: 0.18% - 太平洋諸島系: 0.06% - その他の人種: 2.10% - 混血: 1.17% - ヒスパニック・ラテン系: 3.95% 年齢別人口構成 - 18歳未満: 27.0% - 18-24歳: 8.0% - 25-44歳: 26.6% - 45-64歳: 24.1% - 65歳以上: 14.3% - 年齢の中央値: 38歳 - 性比（女性100人あたり男性の人口） - 総人口: 95.5 - 18歳以上: 91.1 | 世帯と家族（対世帯数） - 18歳未満の子供がいる: 33.5% - 結婚・同居している夫婦: 60.7% - 未婚・離婚・死別女性が世帯主: 11.0% - 非家族世帯: 24.5% - 単身世帯: 21.8% - 65歳以上の老人1人暮らし: 10.3% - 平均構成人数 - 世帯: 2.62人 - 家族: 3.05人 収入と家計 - 収入の中央値 - 世帯: 33,347米ドル - 家族: 38,857米ドル - 性別 - 男性: 31,216米ドル - 女性: 20,528米ドル - 人口1人あたり収入: 16,358米ドル - 貧困線以下 - 対人口: 14.9% - 対家族数: 12.3% - 18歳未満: 18.6% - 65歳以上: 14.0% |

## 都市と町
- ギルマー - 郡庁所在地
- ベトル、未編入の町
- ビッグサンディ
- ダイアナ、未編入の町
- イーストマウンテン
- エノック、未編入の町
- グレイドウォーター、大半はグレッグ郡
- ハーモニー、未編入の町
- オアシティ
- プリチェット、未編入の町
- シンプソンビル、未編入の町
- ユニオングローブ
- ウォーレンシティ、大半はグレッグ郡
- ラッチ、未編入の町

### ゴーストタウン
- センターポイント

## 教育
ダラス郡の公共教育は下記の独立教育学区が管轄している。
- ビッグサンディ独立教育学区、一部はウッド郡
- ギルマー独立教育学区、小部分がキャンプ郡
- グレイドウォーター独立教育学区、大半はグレッグ郡、一部スミス郡
- ハーモニー独立教育学区一部はウッド郡
- ニューダイアナ独立教育学区、小部分がハリソン郡
- オアシティ独立教育学区、小部分がハリソン郡とマリオン郡
- ピッツバーグ独立教育学区、大半はキャンプ郡、小部分がウッド郡
- ユニオングローブ独立教育学区
- ユニオンヒル独立教育学区大半はアップシャー郡、一部がウッド郡

## 大衆文化の中で
- シンガー・ソングライターでギルマー市で育ったのミシェル・ショックトは、その幾つかの歌の中でアップシャー郡のことに触れている。
- 著作家エドワード・ハンコック2世はその作品の多くで、アップシャー郡周辺を舞台にしている。